# Бейли Хамилтън (остров)
Остров Бейли Хамилтън (на английски: Baillie-Hamilton Island) е 69-ият по големина остров в Канадския арктичен архипелаг. Площта му е 290 км2, която му отрежда 89-о място сред островите на Канада. Административно принадлежи към канадската територия Нунавут. Необитаем.
Островът се намира в централната част на архипелага, между трите големи острова Батърст на 74 км на запад (протока Куинс), Девън на 48 км (протока Уелингтън) на изток и на 29,5 км (протока Уелингтън) север и Корнуолис на 13,5 км (протока Мори) юг. Между остров Бейли Хамилтън и п-ов Гринел (северозападната част на остров Девън), в протока Уелингтън се намира малкия остров Дъндас.
Бейли Хамилтън има почти правоъгълна форма с дължина от север на юг 26 км и максимална ширина в южната част до 14 км. Бреговата линия с дължина 74 км е много слабо разчленена, без удобни заливи и полуострови. Бреговете на острова са стръмни с относителна височина от 20 до 100 м.
Релефът представлява предимно хълмиста равнина с максималната височина в централната част до 123 м.
Островът е открит и първоначално изследван и картиран в началото на юни 1851 г. от английския китоловец Уилям Пени и е кръстен в чест на английския колониален деятел Кер Бейли-Хамилтън (1804-1889), губернатор на остров Нюфаундленд в периода 1852-1853 г.
|  | Тази страница частично или изцяло представлява превод на страницата „Бейлли-Гамильтон (остров)“ в Уикипедия на руски. Оригиналният текст, както и този превод, са защитени от Лиценза „Криейтив Комънс – Признание – Споделяне на споделеното“, а за съдържание, създадено преди юни 2009 година – от Лиценза за свободна документация на ГНУ. Прегледайте историята на редакциите на оригиналната страница, както и на преводната страница, за да видите списъка на съавторите. ВАЖНО: Този шаблон се отнася единствено до авторските права върху съдържанието на статията. Добавянето му не отменя изискването да се посочват конкретни източници на твърденията, които да бъдат благонадеждни. |